# Тординија-Вила Рипа (Терамо)
Тординија-Вила Рипа (итал. Tordinia-Villa Ripa) је насеље у Италији у округу Терамо, региону Абруцо.
Према процени из 2011. у насељу је живело 997 становника. Насеље се налази на надморској висини од 333 м.